# Chrysocraspeda leucotoca
Chrysocraspeda leucotoca là một loài bướm đêm trong họ Geometridae.